# Helicogonium prunicolae
Helicogonium prunicolae är en svampart som beskrevs av Baral 1999. Helicogonium prunicolae ingår i släktet Helicogonium och familjen Endomycetaceae.   Inga underarter finns listade i Catalogue of Life.